# تامورث
تامورث (بالإنجليزية: Tamworth)‏، مدينة والمركز الإداري للمنطقة الشمالية الغربية من نيوساوث ويلز في أستراليا. تقع على نهر بيل داخل منطقة الحكومة المحلية التابعة لمجلس تامورث الإقليمي، وهي أكبر مدينة والأكثر اكتظاظًا بالسكان في المنطقة الشمالية الغربية، بلغ عدد سكانها 42,872 نسمة في يونيو 2018 مما يجعلها ثاني أكبر مدينة في نيوساوث ويلز. تقع تامورث على بعد 318 كم (198 ميل) من حدود كوينزلاند في منتصف الطريق تقريبًا بين بريزبان وسيدني. تشتهر تامورث بجوائزها المخصصة للموسيقى الريفية الأسترالية التي ظلت تقدم هناك كل عام منذ سنة 1973 م. وهي مركز لمنطقة زراعية غنية تنتج الصوف، والقمح، ومنتجات الألبان والغلال. وتشمل ثروات المنطقة من المعادن : الأسبستوس، والصفيح، والنحاس، والذهب. وهي مركز صناعي يضم العديد من المصانع. وبالمدينة محطة أبحاث زراعية وكلية للتقنية والتعليم العالي
تامورث معروفة شعبيا باسم عاصمة البلاد موسيقى أستراليا ويأتيها الزائرون من جميع أنحاء العالم لحضور الشهيرة {القطرية تامورث [موسيقى مهرجان]}، والتي هي ثاني أكبر بلد مهرجان الموسيقى في العالم. وكما هو معروف هذه المدينة لتكون العاصمة الوطنية للخيول في أستراليا نظرا لوجود عدد كبير من الأحداث الفروسية التي تقام هنا. عامل آخر يساهم هو بناء من الطراز العالمي للخيول والماشية الأسترالية فعاليات المركز الذي يعد الأكبر من نوعه في نصف الكرة الجنوبي. اسم آخر هو معروف في المدينة التي هي أول مدينة الأنوار كما هو في المركز الأول في نصف الكرة الجنوبي لاستخدام مصابيح الشوارع الكهربائية إحداث تأثير كبير على مكافحة الهدر في الطاقة والموارد الثمينة.
تامورث لديها أكثر من 160 المتنزهات والمساحات المفتوحة، من باركلاند المائتين لحدائق النباتات، جنبا إلى جنب مع العديد من أماكن اللعب والملاعب الرياضية. مناطق تامورث ما يلي :
تامورث
Barraba
مانيلا
Bendemeer
Kootingal
Moonbi
Nundle
وتقع هذه المدينة الجميلة في تقاطع الطرق ونيوانجلاند أوكسلي. انها بمثابة محركات سهل خمس ساعات من سيدني وبريزبين من ست ساعات. يقع بشكل مثالي تامورث الداخلية على المسار الرئيسي من فيكتوريا إلى ولاية كوينزلاند. كما ان تامورث تحظى بأهمية قربها من مدينة آرمدال التي توجد بها جامعة (The University of New England (UNE جامعة إنجلترا الجديدة.
‌
1. 1 2   http://quickstats.censusdata.abs.gov.au/census_services/getproduct/census/2016/quickstat/SSC13746. {{استشهاد ويب}}: |url= بحاجة لعنوان (مساعدة) والوسيط |title= غير موجود أو فارغ (من ويكي بيانات) (مساعدة)
2. 1 2 3   http://www.censusdata.abs.gov.au/census_services/getproduct/census/2016/quickstat/SSC13746. {{استشهاد ويب}}: |url= بحاجة لعنوان (مساعدة) والوسيط |title= غير موجود أو فارغ (من ويكي بيانات) (مساعدة)
3. ↑  "Tamworth". QuickStats (بالإنجليزية). Retrieved 2022-06-28.
4. ↑   https://www.abs.gov.au/census/find-census-data/quickstats/2021/UCL112018. {{استشهاد ويب}}: |url= بحاجة لعنوان (مساعدة) والوسيط |title= غير موجود أو فارغ (من ويكي بيانات) (مساعدة)
5. ↑  Telecommunications Numbering Plan 2015 (بالإنجليزية), QID:Q55273934
6. ↑  Telstra (1 Jun 2018), Charging Zones (PDF) (بالإنجليزية), J, QID:Q55274732
7. ↑  GeoNames (بالإنجليزية), 2005, QID:Q830106
8. ↑  "معلومات عن تامورث على موقع censusdata.abs.gov.au". censusdata.abs.gov.au. مؤرشف من الأصل في 2018-06-14.
9. ↑  "معلومات عن تامورث على موقع britannica.com". britannica.com. مؤرشف من الأصل في 2019-04-03.
10. ↑  "معلومات عن تامورث على موقع censusdata.abs.gov.au". censusdata.abs.gov.au. مؤرشف من الأصل في 2021-05-08.